# Inkatäubchen
Das Inkatäubchen oder auch Aztekentäubchen  (Scardafella inca, jetzt Columbina inca) ist eine kleine Art der Taubenvögel. Sie kommt von Nord- bis Südamerika vor. Sie ist eine häufige Art, die sich zunehmend weiter nach Norden und Süden ausbreitet.

## Erscheinungsbild
Das Inkatäubchen erreicht eine Körperlänge von 22 Zentimetern und wiegt zwischen 45 und 50 Gramm. Die Körpergröße dieser kleinen und schlanken Taube liegt damit zwischen der einer Diamanttaube und einer Lachtaube. In ihrer Gestalt gleicht sie der Aymarataube, jedoch ist der Schwanz der Inkataube etwas länger. Der Geschlechtsdimorphismus ist nur geringfügig ausgeprägt.
Das Gefieder der Inkataube ist überwiegend graubraun. Die Federn sind schmal dunkelgrau gesäumt, so dass das Gefieder insgesamt stark gesäumt wirkt. Die Stirn ist blassgrau, der Kopf und Hals bräunlichrosa. Beim Männchen sind Stirn und Brust deutlich rosa überlaufen. Bei den Weibchen fehlt dagegen dieser Rosaton. Der lange Schwanz endet quadratisch. Die langen Schwanzfedern haben eine weiße Spitze, was besonders bei fliegenden Inkatäubchen auffällt. Charakteristisch für auffliegende Inkatäubchen ist außerdem ein rasselndes Fluggeräusch als Instrumentallaut. Dies wird durch die ausgerandeten achten und neunten Handschwingen erzeugt.

## Verbreitung, Lebensraum und Verhalten
Die Inkataube kommt in den US-amerikanischen Bundesstaaten New Mexico, Arizona und Texas vor. Ihr Verbreitungsgebiet erstreckt sich in Richtung Süden bis nach Nicaragua. Sie ist ein Brutvogel offener, trockener Landschaften, bewohnt Buschbiotope und nutzt auch Ackerland als Lebensraum. Sie nutzt auch zunehmend menschlichen Siedlungsraum.
Ihre Nahrung findet das Inkatäubchen überwiegend am Boden. Das Nahrungsspektrum umfasst verschiedene Sämereien. Sie frisst auch verhältnismäßig große Weizenkörner. Eine geringe Bedeutung in der Ernährung haben Beeren, jedoch deckt die Taube damit auch einen Teil ihres Flüssigkeitsbedarfes.
Das Nest wird in Bäumen errichtet, wobei die Inkataube bedornte Bäume als Nistbäume bevorzugt. Häufig nutzen Inkatauben auch die Nester anderer Vogelarten. Das Gelege umfasst zwei weiße Eier. Die Brutdauer beträgt 14 Tage. Die Jungvögel sind nach 14 bis 16 Tagen flügge.

## Belege

### Weblink
- Columbina inca in der Roten Liste gefährdeter Arten der IUCN 2013.2. Eingestellt von: BirdLife International, 2012. Abgerufen am 4. Januar 2014.